# مارهای تاج‌دار
مارهای تاج‌دار (نام علمی: Aspidomorphus) نام یک سرده از تیره کفچه‌ماران است.